# Synagoge (Petershagen)

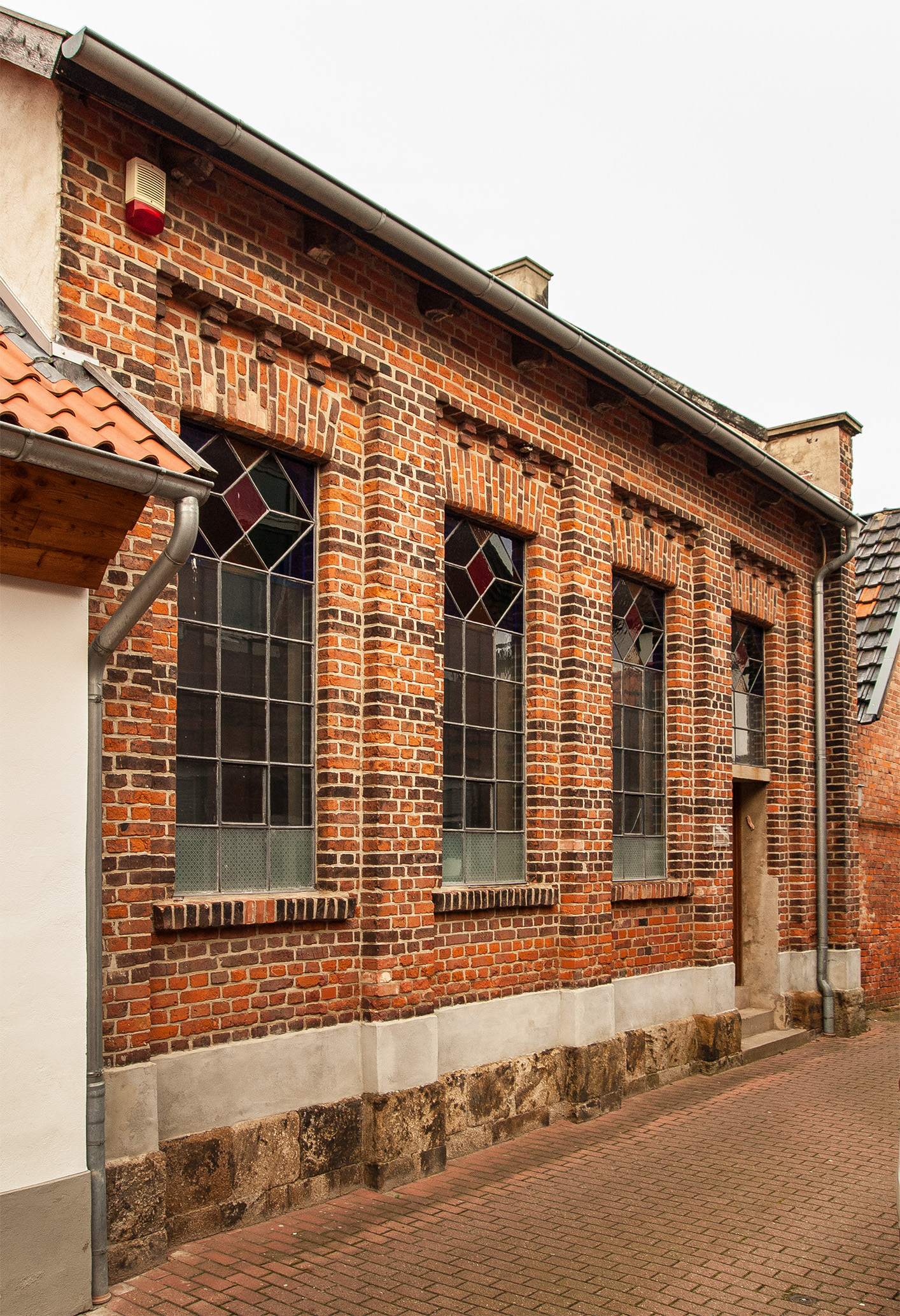
Alte Synagoge in Petershagen

Die profanierte Synagoge ist ein denkmalgeschütztes Gebäude an der Goebenstraße in Petershagen im Kreis Minden-Lübbecke (Nordrhein-Westfalen).

## Geschichte und Architektur
Der traufständige Saal von vier Achsen wurde 1845/46 unter der Leitung von Baukondukteur Wendt in Backstein errichtet. Der Vorgängerbau, ein Fachwerkgebäude von 1796, war baufällig geworden. Das Gebäude wurde während der Novemberpogrome am 10. November 1938 verwüstet und die Inneneinrichtung zerstört. In den Jahren 1984 bis 2001 wurde das Gebäude umfassend restauriert.
Die Fassade über einem hohen Sandsteinsockel ist durch Lisenen und Zahnschnittfries gegliedert. Die gusseisernen Fenster sind mit geätzten Weißgläsern und Farbglas verziert. Der Dachstuhl ist offen, der Fußboden ist gefliest. Es sind Teile der ursprünglichen Decken- und Wandmalereien vorhanden.
Der Saal war ursprünglich über ein westlich angeschlossenes Schulgebäude, ein traufständiges Fachwerkgebäude vom Ende des 18. Jahrhunderts, begehbar, das 2009/10 restauriert wurde. Es enthält einen Klassenraum und den Wohnraum des Lehrers. Die Mikwe wurde 2008 freigelegt. Die ehemalige Synagoge wird heute als Gedenk- und Informationsstätte genutzt.